# Plecia nagatomii
Plecia nagatomii är en tvåvingeart som beskrevs av Hardy och Takahashi 1960. Plecia nagatomii ingår i släktet Plecia och familjen hårmyggor. Inga underarter finns listade i Catalogue of Life.